# رومن باوشه
رومن باوشه (انگلیسی: Romain Bauchet؛ زادهٔ ۲ مهٔ ۱۹۹۴) بازیکن فوتبال اهل فرانسه است که در پست مهاجم بازی می‌کند.
از باشگاه‌هایی که در آن بازی کرده‌است می‌توان به باشگاه فوتبال نانسی اشاره کرد.